# Генрик Марконі

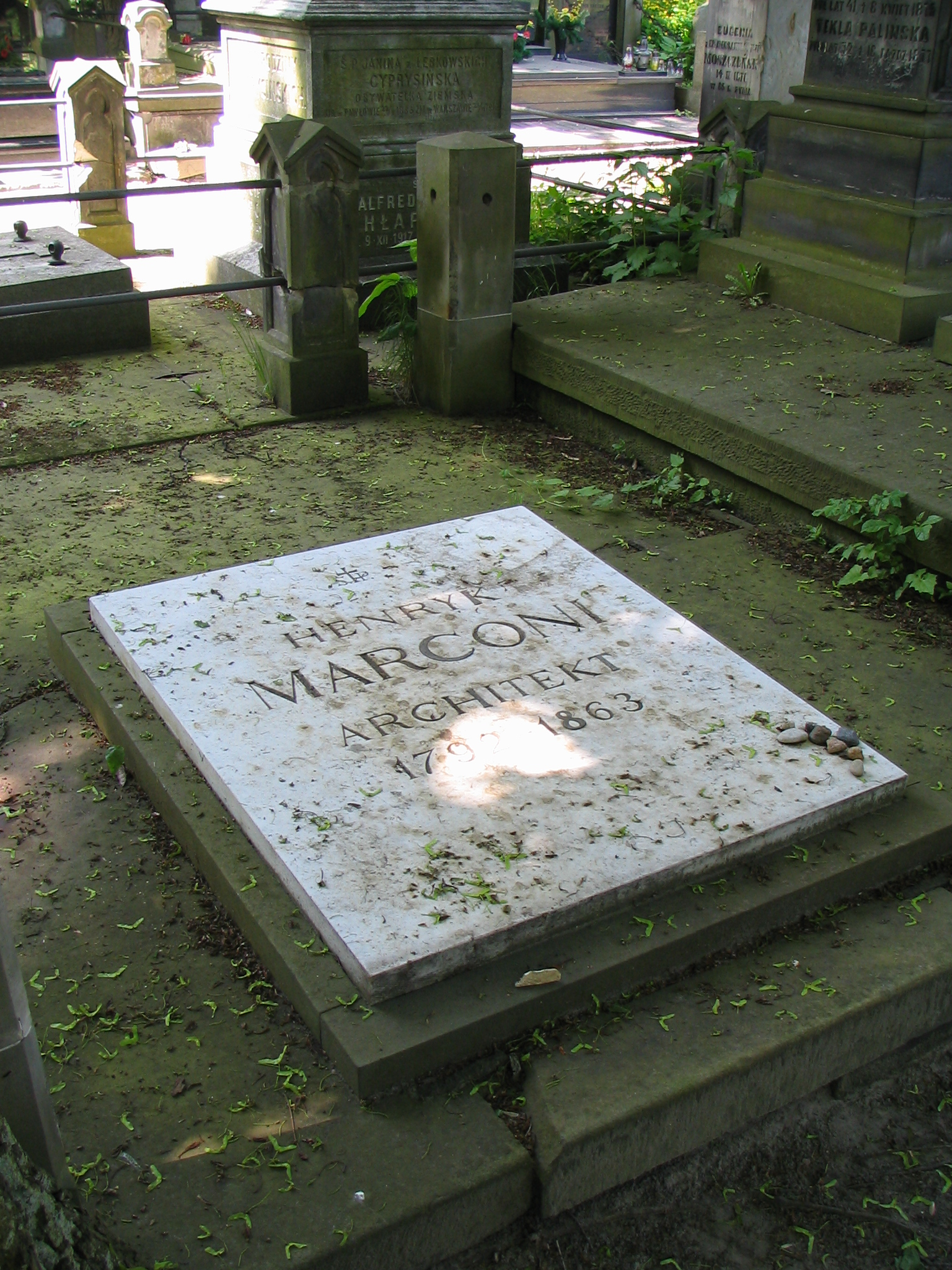
Надгробок Генрика Марконі на Повонзковському цвинтарі

Ге́нрик Марко́ні пол. Henryk Marconi, італ. Enrico Marconi, (7 січня 1792, Рим — 21 лютого 1863, Варшава) — польський архітектор італійського походження, що від 1822 року працював у Польщі і Україні, один із найвидатніших і найплідніших польських архітекторів першої половини XIX століття.

## Біографія

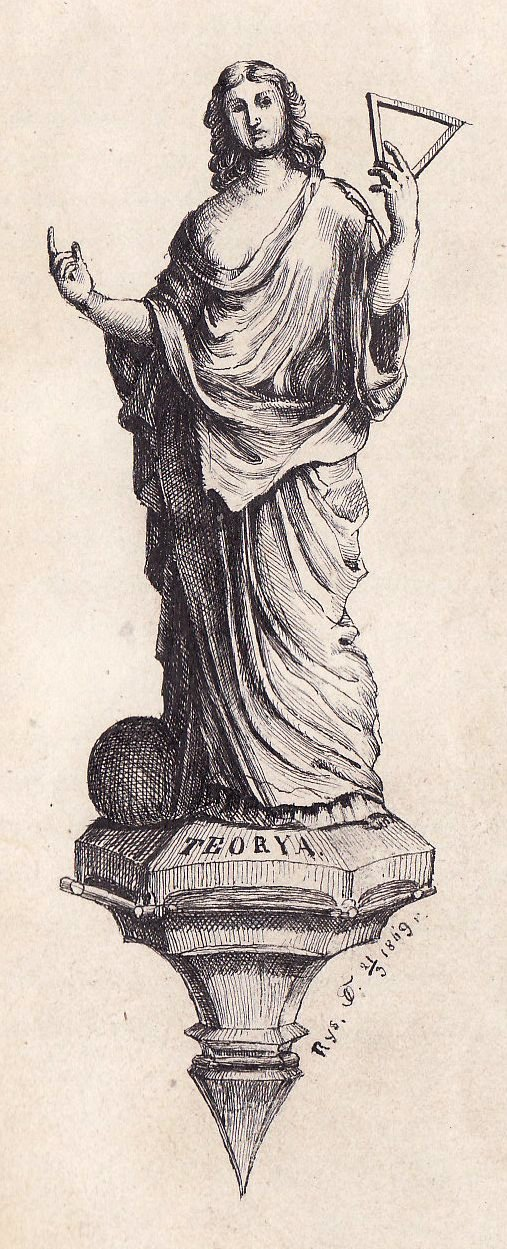
Рисунок статуї, що символізує теорію архітектури із зошита нотаток для лекцій Генрика Марконі

Початково навчався під керівництвом батька Леандра Марконі (1763—1837), пізніше у 1806—1810 одночасно в Університеті і Академії мистецтв у Болоньї. 1811 року призначений викладачем рисунку у середній школі у Луго. До Польщі був запрошений генералом Людвіґом Міхалом Пацом з метою завершення палацу у Довспуді. Від 1827 займав посаду у Відділі промисловості і торгівлі Урядової комісії внутрішніх справ і народної освіти, а у 1851—1858 був викладачем Варшавської академії мистецтв. Після закриття закладу викладав ще щонайменше 10 років.

## Родина
Генрик мав молодшого брата Ферранте Марконі (1798—1868), котрий також прибув до Варшави після навчання у Болоньї. Одружився із донькою садівника графа Паца, шотландкою Маргаритою Гейтон (1807—1884). Гейтон була кальвіністкою і деяких дітей було виховано у католицизмі, у той же час інші — як кальвіністи.
Сини: Карл Антоній Марконі (1826—1864) живописець, графік;
Владислав Марконі (1848—1915) архітектор, консерватор;
Генрик Марконі (1842—1920) інженер технолог, промисловець;
Леандро Ян Марконі (1834—1919) архітектор.
Сам Генрик Марконі був похований на Повонзківському цвинтарі, в той час як його дружина, донька і сини Генрик, Ян і Владислав на євангелістському цвинтарі у Варшаві.

## Основні твори

### У стилі неоренесансу
- Шпиталь св. Лазаря у Варшаві (вул. Княжа, 2 близько 1840, знищений 1939—1944).
- Костел св. Карла Борромео у Варшаві (вул. Холодна, 21 1841—1843).
- Вокзал Варшавсько-Віденської залізниці у Варшаві (1844—1845, зруйнований у 1925—1930).
- Палац Анджея Замойського у Варшаві на вул. Новий Світ, (1846, знищений 1939—1944, відбудований 1948—1950).
- Готель Європейський на вул. Краківське Передмістя (1855, знищений 1944, відбудований 1949—1951).
- Будівля Земського кредитного товариства у Варшаві на вул. Кредитовій (1856, знищений у 1944, відбудований у 1950 і 1962—1971 роках).
- Палац Браницьких на вул. Новий Світ (1853—1856, зруйнований 1944, відбудований у 1946—1949).
- Костел св. Анни у варшавському Віланові (1857—1870), коштом Олександри Потоцької.
- Костел Усіх Святих у Варшаві на пл. Гжибовській (1859—1863).

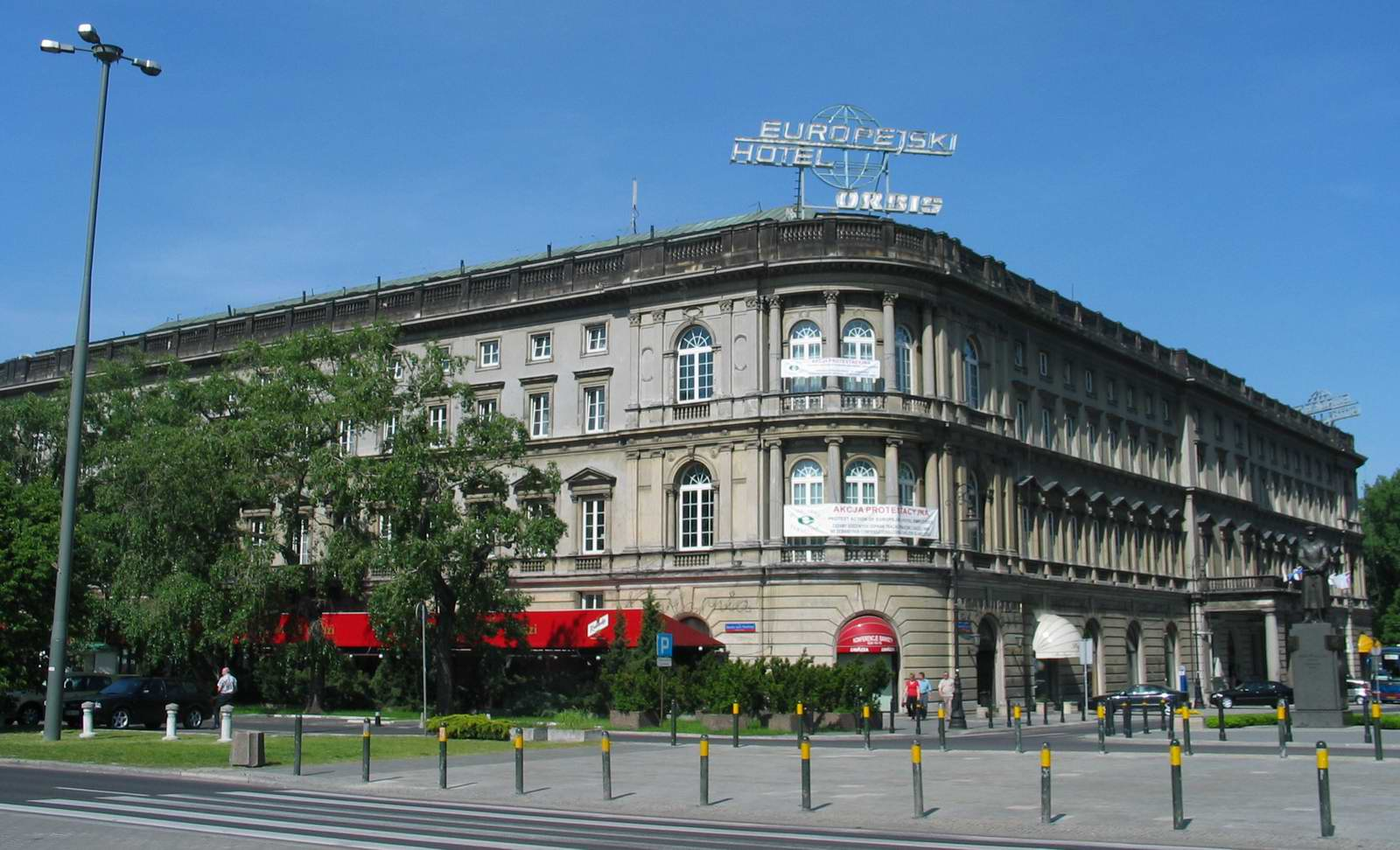
Г. Марконі, Готель європейський, 1855, відбудований у 1949-1951.

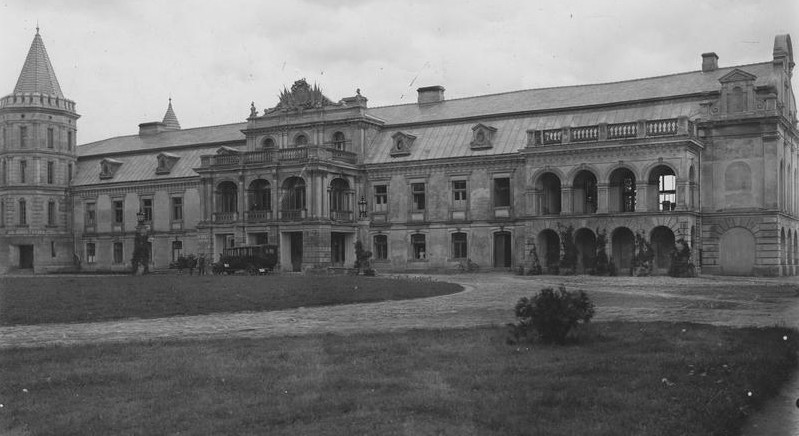
Палац Ледуховських у Смордві, сер. XIX ст., знищений після Другої світової війни.

### Класицистичні
- Палац Паца у Варшаві, розбудований із давнього барокового палацу Радзивіллів (вул. Медова),1824—1828, зруйнований 1944, відбудований у 1947—1951 роках.
- Перебудова у 1825 році костелу у місті Рачки (нині село Рачки Підляського воєводства).[3]
- Нова ратуша у місті Радом.
- Санаторій у Бусько-Здрою (1835).
- Палац Велополських у Хоробежі (1857—1860).
- Ратуша у Блонє Варшавського-Західного повіту (1842).
- Водозбірник у Саксонському саді у Варшаві (1852).
- Розбудова палацу у Яблонні Легіонівського повіту (1834—1843).
- Пошта в Аугустові (1828).
- Ратуша в Аугустові (1835—1836) знищена під час Другої світової.
- Костел у місті Красностав (1837—1839, провадив будівництво Вавжинець Зюлковський).[4]
- Шпиталь Св. Трійці у Каліші (1840—1841).
- Займався перебудовою ратуші у місті Коло.
- Перебудова палацу Коссаковських у Варшаві.

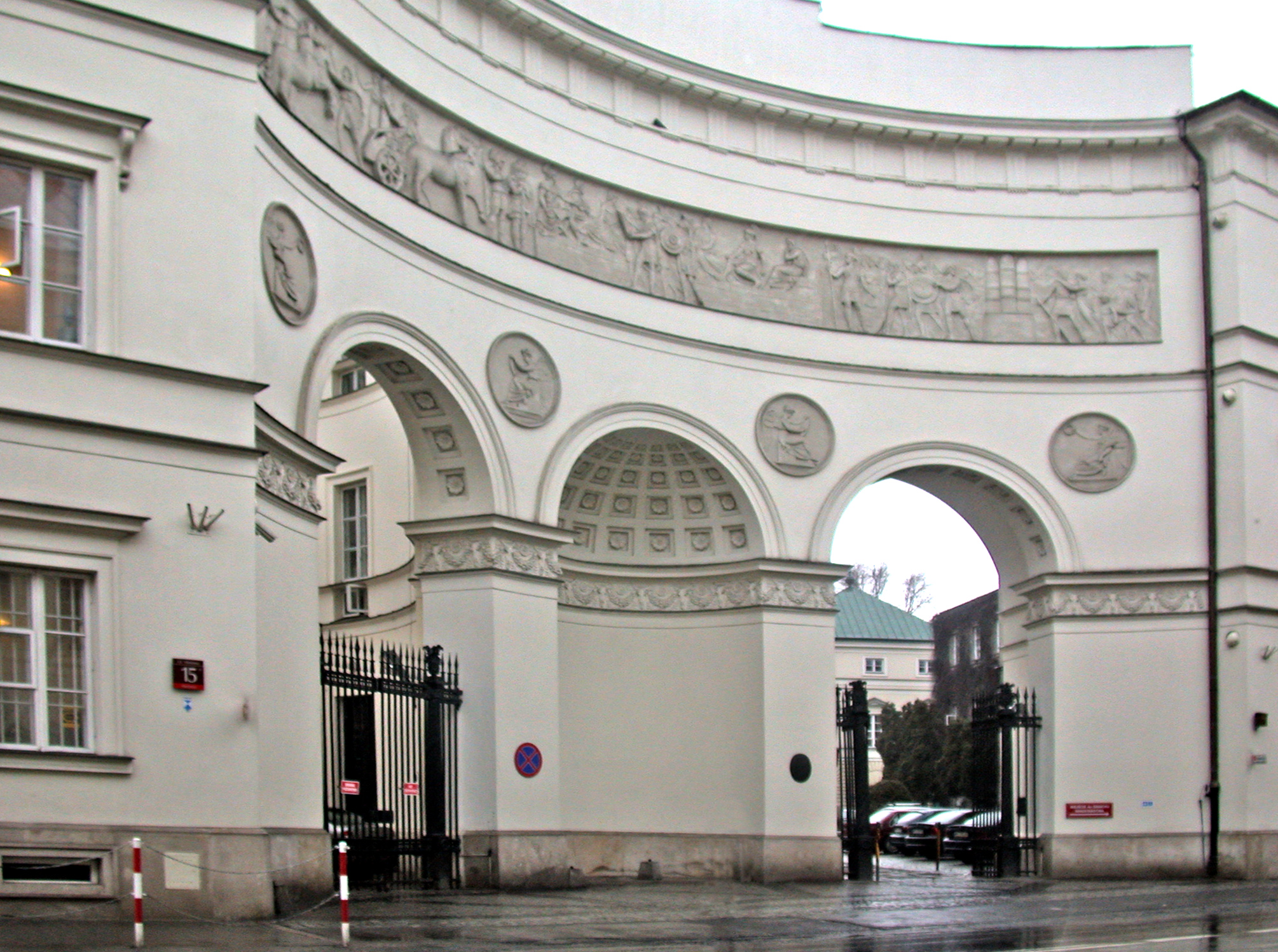
Палац Паца у Варшаві на вул. Медовій

- Головний вокзал у Сосновці.
- Староство у Мінську Мазовецькому.

### Неоготичні
- Палац Паца у Довспуді. Будівництво розпочав у 1820 році італійський архітектор Петро Босіо. По зведенню фундаментів у 1823 проект перероблено Генриком Марконі. Завершено будівництво у 1827 році. Донині збереглась тільки брама і одна вежа.
- Збудована у 1841 році мурована стайня для найкращих коней із манежем, а також стайня «Зеґарова» в Янові Підляському.
- Костел в Ружанці біля Ліди у Білорусі (1827).
- Палац Тадеуша Козарського у Конопниці Велюнського повіту.
- Гробівець Станіслава Костки Потоцького і його дружини Олександри у варшавському Віланові 1836.
- Проект перебудови замку Іллієн за взірцем Замка Марієнбург.
- Проект палацу у Збуйно Куявсько-Поморського воєводства (1833).
- Брама в Морисині у Варшаві, що замикає східний бік палацо-паркового комплексу у варшавському Віланові (1846, нині у руїнах).

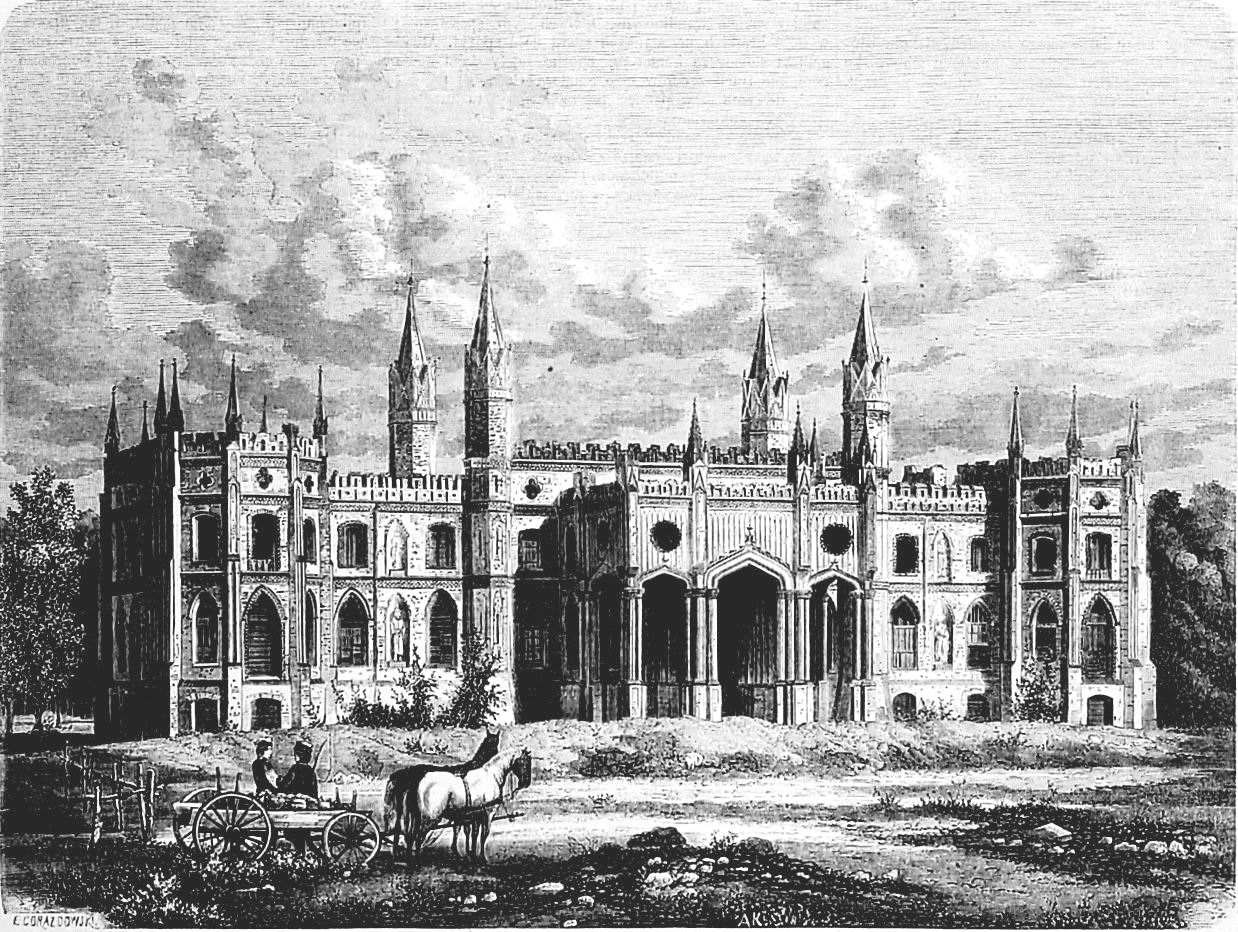
Палац Паца у Довспуді

### Роботи в Україні
- Палац у Гармаках Летичівського повіту;
- Палац у Козачках Кременецького повіту;
- Палац у Острожці на Волині;
- Палац у Смордві на Волині й ін[5].